# Purna Malavath
Malavath Purna, także Malavath Poorna, Purna Malavath lub Poorna Malavath (ur. 10 czerwca 2000) – indyjska alpinistka. Zdobyła Koronę Ziemi 5 czerwca 2022 r., wraz z duetem ojciec–córka Ajeet Bajaj i Deeya Bajaj wspinając się na górę Denali.

## Życiorys
Purna urodziła się w wiosce Pakala w dystrykcie Nizamabad w stanie Telangana w Indiach. Dołączyła do Telangana Social Welfare Residential Educational Institutions Society w celu zdobycia wykształcenia. Jej talent dostrzegł sekretarz Towarzystwa dr Repalle Shiva Praveen Kumar IPS. Została zakwalifikowana do operacji Everest. Przygotowując się do wejścia na Mount Everest, wędrowała po górach Ladakh i Darjeeling. W dniu 25 maja 2014 r. Purna wspięła się na Mount Everest w wieku 13 lat i 11 miesięcy. Stała się tym samym najmłodszą osobą z Indii i najmłodszą kobietą, która zdobyła szczyt. W dniu 27 lipca 2017 r. Purna wspięła się na Elbrus, najwyższy szczyt Rosji i Europy. Po dotarciu na szczyt rozwinęła długą na 15 metrów flagę Indii i zaśpiewał indyjski hymn narodowy.

## Siedem szczytów
- Everest (Azja, 2014)
- Kilimandżaro (Afryka, 2016)
- Elbrus (Europa, 2017)
- Aconcagua (Ameryka Południowa, 2019)
- Piramida Carstensza (region Oceanii, 2019)
- Masyw Vinsona (Antarktyka, 2019)
- Denali (Ameryka Północna, 2022)[4].

## Lista Forbesa
Purna znalazła się na liście Forbes India kobiet w 2020 roku.

## Biografia
Biografia Purny została napisana w formie książkowej przez Aparna Thota. Książka przedstawia podróż Purna z jej rodzinnego miasta Pakala, wioski w dystrykcie Nizamabad w Telanganie, na Everest, mimo że pochodziła z tak małej wioski, że udało jej się spełnić swoje marzenia. Film oparty na historii życia Purny został wydany w 2017 roku pod tytułem Poorna: Courage Has No Limit w reżyserii Rahula Bose'a.